# Stefania (canção)
"Stefania" (em ucraniano: Стефанія) foi a canção que representou a Ucrânia no Festival Eurovisão da Canção 2022 que teve lugar em Turim após a desistência da vencedora da final nacional Alina Pash. Na semifinal do dia 10 de maio, a canção qualificou-se para a final, vencendo o certame no dia 14 de maio, com 631 pontos.